# Sean Moore
Sean Moore (Pontypool, 30 luglio 1968) è un batterista e trombettista britannico, membro dei Manic Street Preachers.

## Biografia
Sean Moore è nato a Pontypool, in Galles. È uno dei membri fondatori dei Manic Street Preachers insieme al cugino James Dean Bradfield e a Nicky Wire. È considerato il più tranquillo del gruppo.